# Hayden Carter
Hayden James Carter (ur. 17 grudnia 1999 w Stockport) – angielski piłkarz występujący na pozycji środkowego obrońcy w Blackburn Rovers.

## Kariera
W wieku 15 lat Carter przeniósł się z akademii Manchesteru City do Blackburn Rovers. 9 czerwca 2020 podpisał pierwszy profesjonalny kontrakt z klubem.
18 lipca 2020 zadebiutował w Championship, rozgrywając pełne 90 minut w zwycięstwie 4:3 nad Reading. Pierwszego gola dla Rovers Carter strzelił 1 maja 2023, w meczu przeciwko Luton Town zakończonym remisem 1:1.
6 stycznia 2021 Carter dołączył do Burton Albion w EFL League One na zasadzie wypożyczenia do końca sezonu. 
15 stycznia 2022 Carter przeszedł do Portsmouth na zasadzie wypożyczenia do końca sezonu. Debiut dla nowego klubu zaliczył 18 stycznia, w meczu przeciwko Wimbledon zakończonym remisem 1:1. Jego bramka przeciwko Oxford United została wybrana "Golem Sezonu" w ramach nagród klubowych.

## Statystyki
(aktualne na 15 marca 2025)
| Klub                 | Sezon              | Liga               | Liga  | Liga   | Puchar Anglii | Puchar Anglii | Puchar Ligi | Puchar Ligi | Suma  | Suma   |
| Klub                 | Sezon              | Liga               | Mecze | Bramki | Mecze         | Bramki        | Mecze       | Bramki      | Mecze | Bramki |
| -------------------- | ------------------ | ------------------ | ----- | ------ | ------------- | ------------- | ----------- | ----------- | ----- | ------ |
| Blackburn Rovers     | 2019–20            | Championship       | 2     | 0      | 0             | 0             | 0           | 0           | 2     | 0      |
| Blackburn Rovers     | 2020–21            | Championship       | 1     | 0      | 0             | 0             | 0           | 0           | 1     | 0      |
| Blackburn Rovers     | 2021–22            | Championship       | 9     | 0      | 0             | 0             | 1           | 0           | 10    | 0      |
| Blackburn Rovers     | 2022–23            | Championship       | 30    | 1      | 5             | 0             | 1           | 0           | 36    | 1      |
| Blackburn Rovers     | 2023–24            | Championship       | 31    | 0      | 1             | 0             | 3           | 0           | 35    | 0      |
| Blackburn Rovers     | 2024–25            | Championship       | 15    | 0      | 0             | 0             | 2           | 0           | 17    | 0      |
| Blackburn Rovers     | Ogólnie            | Ogólnie            | 88    | 1      | 6             | 0             | 7           | 0           | 101   | 1      |
| Burton Albion (wyp.) | 2020–21            | League One         | 24    | 4      | 0             | 0             | 0           | 0           | 24    | 4      |
| Portsmouth (wyp.)    | 2021–22            | League One         | 22    | 1      | 0             | 0             | 0           | 0           | 22    | 1      |
| Ogólnie w karierze   | Ogólnie w karierze | Ogólnie w karierze | 134   | 6      | 6             | 0             | 7           | 0           | 150   | 6      |